# St. Antonius-Krankenhaus (Bottrop)

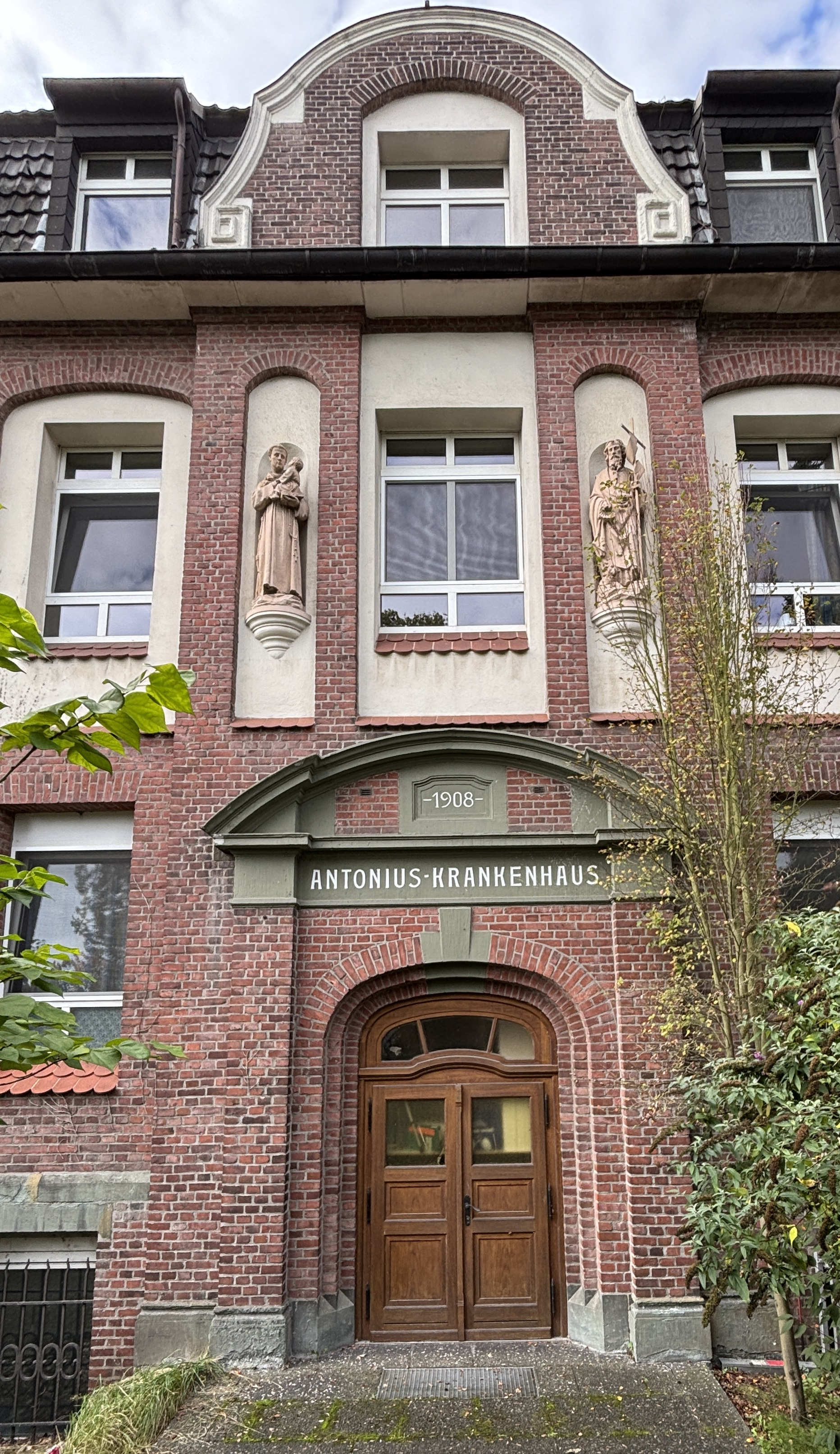
Alter Haupteingang (1908)

Das St.-Antonius-Krankenhaus im Bottroper Stadtteil Kirchhellen ist ein Krankenhaus der Katholischen Kliniken Emscher-Lippe GmbH im katholischen Leistungsverbund der St. Augustinus Gelsenkirchen GmbH. Es unterhält eine Klinik für Psychiatrie und Psychotherapie mit derzeit 120 Plätzen, eine Psychiatrische Tagesklinik mit 20 Behandlungsplätzen und eine Psychiatrische Institutsambulanz.

## Geschichte
1908 wurde der Bau des Allgemeinkrankenhauses im damals selbständigen Kirchhellen durch die katholische Kirchengemeinde St. Johannes der Täufer unter Pfarrer Termöllen begonnen und am 4. August 1909 eröffnet. Der ursprüngliche Kostenvoranschlag von 105.000 Goldmark wurde um 60.000 Mark überschritten. Das Grundstück im sogenannten Kirchental stiftete der Herzog von Arenberg, weitere Kosten übernahmen neben der Pfarrei private Spender. Wegen einer Spende über 20.000 Mark im Jahr 1903 des aus Feldhausen stammenden Gladbecker Sägewerksbesitzers Anton Küster (1836–1904) erhielt das Haus seinen Namen nach dem Hl. Antonius von Padua. Von 1909 bis in die 1980er Jahre waren im Krankenhaus Krankenschwestern vom Regulierten Dritten Orden des hl. Franziskus tätig. Im Ersten Weltkrieg diente das Hospital neben der medizinischen Allgemeinversorgung auch als Lazarett für Soldaten.
Im Herbst 1967 wurde das alte Krankenhaus um einen Neubau mit Behandlungs- und Bettentrakt sowie einer Krankenhauskapelle für 9,2 Mio. DM auf 130 Betten erweitert und modernisiert, später folgte der Bau eines Schwesternwohnheims. Im Jahr 1983 zog die Klinik für Psychiatrie, zunächst noch gemeinsam mit anderen Fachrichtungen, ein. Später folgte der Verlust der Abteilungen für Chirurgie, Gynäkologie sowie der Inneren Medizin.

## Fachrichtungen
- Psychiatrie/Psychotherapie
- Psychiatrische Tagesklinik

## Praxen und Institute
- MVZ Radiologie
- Strahlentherapiezentrum Emscher-Lippe
- Institut für Therapie